# 佐藤茜
佐藤 茜（さとう あかね、1978年6月7日 - ）は、日本のアナウンサー。

## 来歴・人物
岩手県一関市出身。早稲田大学第一文学部卒業後2001年に北陸放送（MRO）入社。2004年に同局を退社後イギリスへ留学。翌2005年に帰国し、東京を拠点にフリーアナウンサーとして活動。
2006年4月から2011年4月まで『日本列島ほっと通信』のパーソナリティを務めた。

## 出演番組

### MRO時代
ラジオ
- 昼どん（月 - 土）[2]
- アナウンサー・ドラマ・スタジアム（日曜）[2]
- 今日も“シャキ”っと（金曜担当）[2]
- 山蓄独断ベストヒット（土曜担当）[2]
- Teen's Music Wave（土曜担当）[2]
- お達者ですか 孫の茜です。[2]

テレビ
- プッチM[2]
- キャッチM[2]
- いいね金沢（日曜）[2]
- MRO NEWS ON 6（キャスター[3]。月 - 金曜[2]）
- midnight entertainment（キャスター）[3]

### フリー転向後
ラジオ
- ホリデースペシャル（J-WAVE。リポーター）[3]
- 日本列島ほっと通信（TBSラジオ）

テレビ
- AB-ROADTV（Act On-TV。リポーター）[3]
- ぶちぬき（テレビ東京。ナレーター）[3]
- コンシェルジュ神奈川（tvk。2007年 - ?）[3]
- 行くよ後輩ほいきた先輩（NHK-BS。2008年。ナレーター）[3]

イベント
- ヤマハエレクトーンコンサート（司会）[3]